# Tepuianthus
Tepuianthus je rod biljaka iz porodice  Vrebinovki, jedini u potporodici Tepuianthoideae. U rod je uključeno ukupno 6 vrsta u tropskoj Americi: Kolumbija, Venezuela i brazilska država Amazonas.
Tipična vrsta je  grm Tepuianthus auyantepuiensis, koja je ime dobila po tepuiju (zaravnjenoj planini) Auyan tepui u Venezueli.

## Vrste
1. Tepuianthus aracensis Steyerm. & Maguire
2. Tepuianthus auyantepuiensis Maguire & Steyerm.
3. Tepuianthus colombianus Maguire & Steyerm.
4. Tepuianthus sarisarinamensis Maguire & Steyerm.
5. Tepuianthus savannensis Maguire & Steyerm.
6. epuianthus yapacanensis Maguire & Steyerm.